# فرانسیس رادون، اولین مارکس هیستینگز

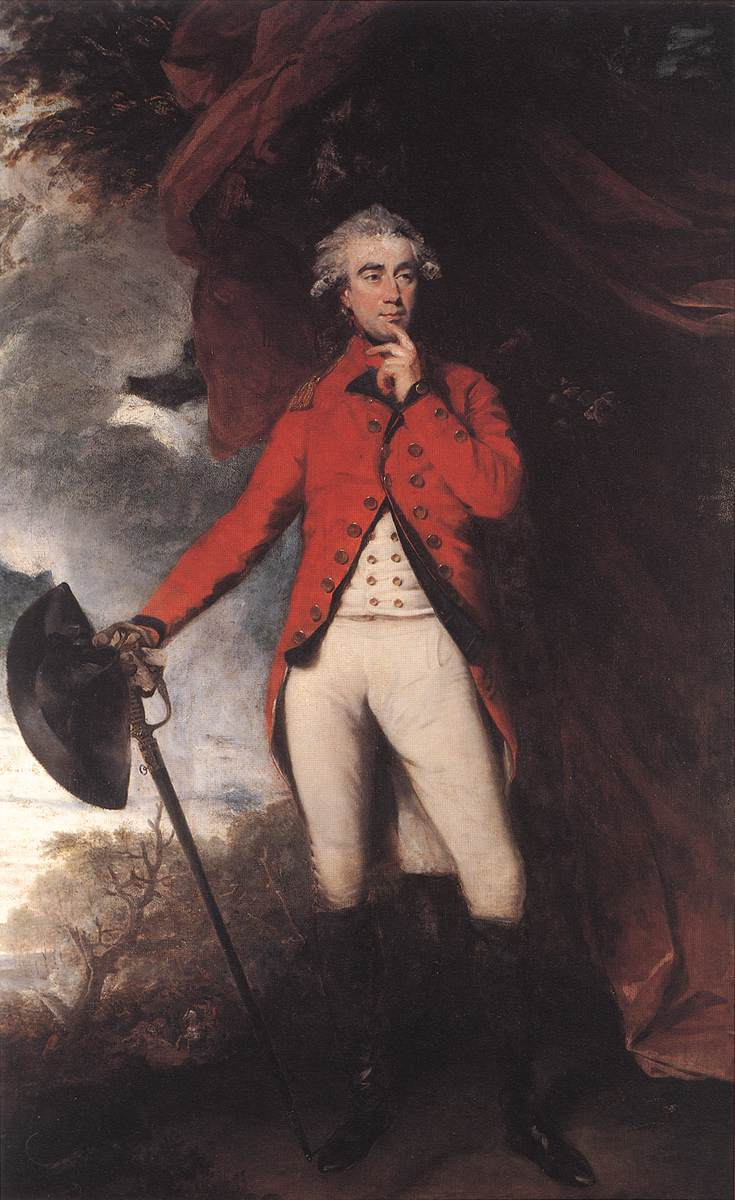
پرترهٔ نقاشی فرانسیس ادوارد رادون-هیستینگز، اثر جاشوا رینولدز / حوالی ۱۷۹۰

فرانسیس ادوارد رادون-هیستینگز، (به انگلیسی: Francis Rawdon-Hastings, 1st Marquess of Hastings) نخستین مارکس از هیستینگز، (۹ دسامبر ۱۷۵۴–۲۸ نوامبر ۱۸۲۶)، سیاستمدار و افسر نظامی انگلیسی-ایرلندی بود که از سال ۱۸۱۳ تا ۱۸۲۳ به عنوان فرماندار کل هند خدمت کرد.
او همچنین سالها در طول جنگ انقلابی آمریکا و در سال ۱۷۹۴ در طول جنگ ائتلاف اول با نیروهای انگلیسی خدمت کرده بود. او نام خانوادگی اضافی «هیستینگز» را در سال ۱۷۹۰ بر اساس وصیت عموی مادری خود، فرانسیس هستینگز، دهمین ارل هانتینگدون، انتخاب کرد.